# Resolució 1958 del Consell de Seguretat de les Nacions Unides
La Resolució 1958 del Consell de Seguretat de les Nacions Unides fou adoptada el 15 de desembre de 2010. Després de recordar les resolucions 986 (1995), 1472 (2003), 1476 (2003) 1483 (2003) i 1546 (2004) sobre la situació a l'Iraq, el Consell va rescindir les activitats residuals de la Programa Petroli per Aliments.
La resolució 1958, juntament amb les resolucions  1956 (2010) i 1957 (2010), van acabar amb algunes restriccions importants a Iraq. No obstant això, es va demanar que Iraq resolgués les disputes que mantenia amb Kuwait. La reunió d'alt nivell va ser presidida pel vicepresident dels Estats Units Joe Biden.
La resolució es va aprovar amb 14 vots a favor i cap en contra, amb l'abstenció de França, que va dir que calien garanties financeres addicionals.

## Resolució

### Observacions
El Consell va començar recordant la necessitat que el Petroli per Aliments sigui una mesura temporal per proporcionar ajuda humanitària als iraquians i la necessitat que el país recuperi una posició internacional fins al nivell anterior de l'aprovació de la Resolució 661 (1990).

### Actes
Actuant sota el Capítol VII de la Carta de les Nacions Unides, el Consell va demanar al secretari general de les Nacions Unides Ban Ki-moon que posi fi a les activitats residuals del Programa Petroli per aliments. Va ser autoritzat a establir un dipòsit fiduciari amb comptadors públics independents, en els quals es retenia 20 milions de dòlars per a l'ús de les Nacions Unides fins al 31 de desembre de 2016 i es van retirar uns altres 131 milions de dòlars com a compensació per les Nacions Unides pel que fa a les activitats relacionades amb el Programa des dels seus inicis el 1995. Tots els fons restants del compte creat per la Resolució 1483 havien de ser transferits al Fons de Desenvolupament per a l'Iraq.
La resolució també va demanar al Secretari General que garantís l'aplicació efectiva de la resolució i que informés al Consell.